# Martigné-sur-Mayenne
Pour les articles homonymes, voir Martigné (homonymie).
Martigné-sur-Mayenne est une commune française, située dans le département de la Mayenne en région Pays de la Loire, peuplée de 1 884 habitants (les Martignéens).
La commune fait partie de la province historique du Maine, et se situe dans le Bas-Maine.

## Géographie

### Communes limitrophes
| Alexain                      | Contest, Commer      | Commer                |
| Saint-Germain-d'Anxure, Sacé | Martigné-sur-Mayenne | La Bazouge-des-Alleux |
| Sacé                         | Châlons-du-Maine     | La Bazouge-des-Alleux |

### Climat
Pour des articles plus généraux, voir Climat des Pays de la Loire et Climat de la Mayenne.
En 2010, le climat de la commune est de type climat océanique altéré, selon une étude du CNRS s'appuyant sur une série de données couvrant la période 1971-2000. En 2020, Météo-France publie une typologie des climats de la France métropolitaine dans laquelle la commune est exposée à un climat océanique et est dans la région climatique  Moyenne vallée de la Loire, caractérisée par une bonne insolation (1 850 h/an) et un été peu pluvieux.
Pour la période 1971-2000, la température annuelle moyenne est de 11 °C, avec une amplitude thermique annuelle de 13,8 °C. Le cumul annuel moyen de précipitations est de 814 mm, avec 12,7 jours de précipitations en janvier et 7,3 jours en juillet. Pour la période 1991-2020, la température moyenne annuelle observée sur la station météorologique de Météo-France la plus proche, « Montourtier_sapc », sur la commune de Montsûrs à 11 km à vol d'oiseau, est de 11,5 °C et le cumul annuel moyen de précipitations est de 765,2 mm,. Pour l'avenir, les paramètres climatiques de la commune estimés pour 2050 selon différents scénarios d'émission de gaz à effet de serre sont consultables sur un site dédié publié par Météo-France en novembre 2022.

## Urbanisme

### Typologie
Au 1er janvier 2024, Martigné-sur-Mayenne est catégorisée bourg rural, selon la nouvelle grille communale de densité à sept niveaux définie par l'Insee en 2022.
Elle est située hors unité urbaine. Par ailleurs la commune fait partie de l'aire d'attraction de Laval, dont elle est une commune de la couronne,. Cette aire, qui regroupe 66 communes, est catégorisée dans les aires de 50 000 à moins de 200 000 habitants,.

### Occupation des sols
L'occupation des sols de la commune, telle qu'elle ressort de la base de données européenne d’occupation biophysique des sols Corine Land Cover (CLC), est marquée par l'importance des territoires agricoles (97,3 % en 2018), en diminution par rapport à 1990 (98,6 %). La répartition détaillée en 2018 est la suivante : 
terres arables (46,2 %), prairies (36,9 %), zones agricoles hétérogènes (14,2 %), zones urbanisées (2,7 %). L'évolution de l’occupation des sols de la commune et de ses infrastructures peut être observée sur les différentes représentations cartographiques du territoire : la carte de Cassini (XVIIIe siècle), la carte d'état-major (1820-1866) et les cartes ou photos aériennes de l'IGN pour la période actuelle (1950 à aujourd'hui).

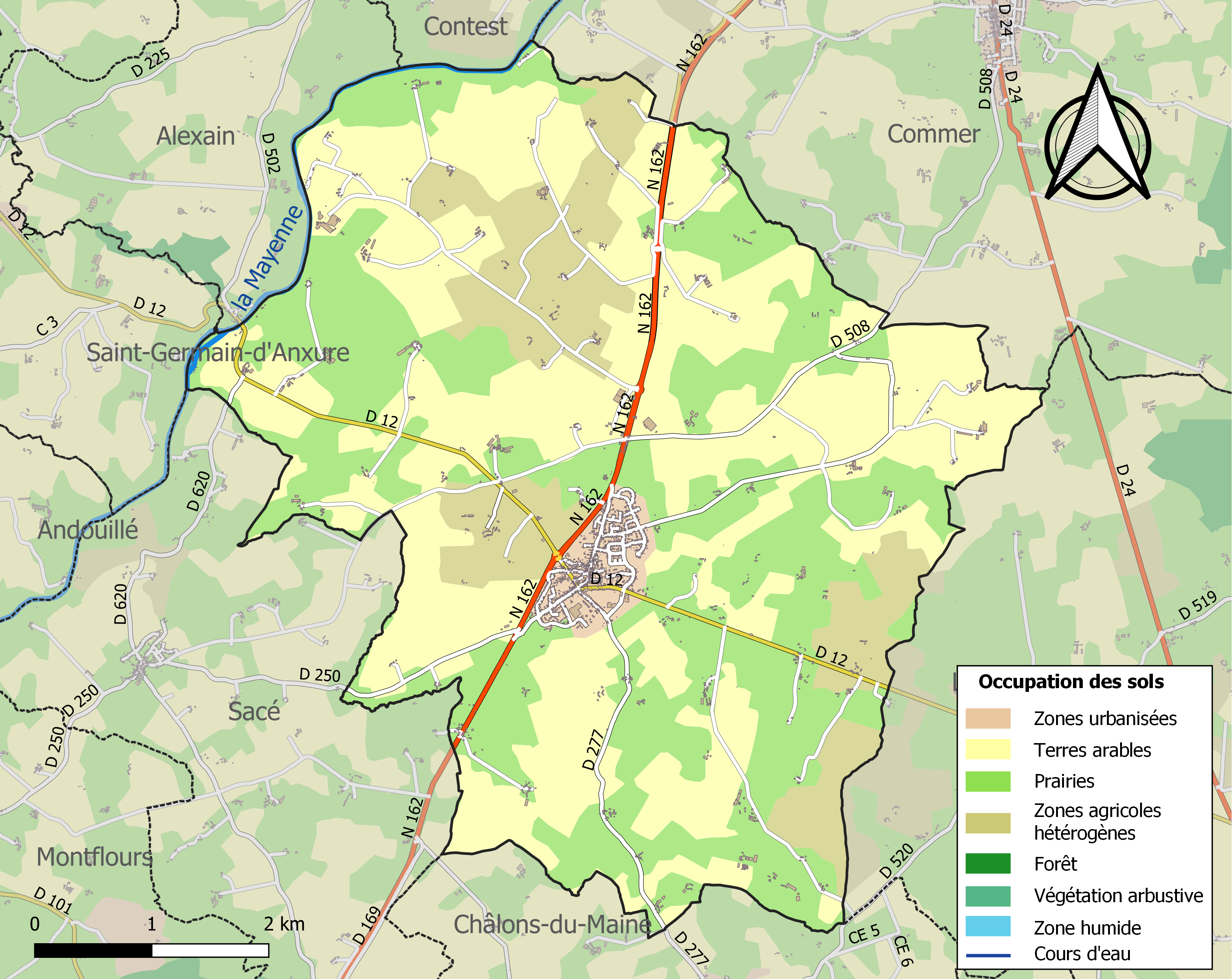
Carte des infrastructures et de l'occupation des sols de la commune en 2018 (CLC).

## Toponymie
Nom mentionné en 650 dans le cartulaire d'Évron sous la forme villa Martiniaco, puis ecclesia Sancti Symphoriani de Martiniaco en 1125 dans le même document. Ce nom représente une formation gallo-romane *MARTINIACU, dérivé toponymique en -ACU du nom de personne gallo-romain Martinius, soit « le domaine rural de Martinius ».
En 1984, Martigné devient Martigné-sur-Mayenne.

## Histoire
Avant la Révolution, Martigné relevait du doyenné d'Évron pour ce qui est des circonscriptions ecclésiastiques ; des élections et duché de Mayenne en ce qui concerne les circonscriptions civiles.

## Politique et administration

### Administration municipale
Le conseil municipal est composé de dix-neuf membres dont le maire et quatre adjoints.

## Population et société

### Démographie
L'évolution du nombre d'habitants est connue à travers les recensements de la population effectués dans la commune depuis 1793. Pour les communes de moins de 10 000 habitants, une enquête de recensement portant sur toute la population est réalisée tous les cinq ans, les populations de référence des années intermédiaires étant quant à elles estimées par interpolation ou extrapolation. Pour la commune, le premier recensement exhaustif entrant dans le cadre du nouveau dispositif a été réalisé en 2006.
En 2022, la commune comptait 1 884 habitants, en évolution de +2,95 % par rapport à 2016 (Mayenne : −0,73 %, France hors Mayotte : +2,11 %).
Martigné-sur-Mayenne a compté jusqu'à 2 236 habitants en 1851.
| 1793  | 1800  | 1806  | 1821  | 1831  | 1836  | 1841  | 1846  | 1851  |
| ----- | ----- | ----- | ----- | ----- | ----- | ----- | ----- | ----- |
| 2 055 | 1 518 | 1 925 | 2 070 | 2 090 | 2 070 | 2 163 | 2 140 | 2 236 |

| 1856  | 1861  | 1866  | 1872  | 1876  | 1881  | 1886  | 1891  | 1896  |
| ----- | ----- | ----- | ----- | ----- | ----- | ----- | ----- | ----- |
| 2 122 | 2 132 | 2 161 | 1 901 | 1 840 | 1 772 | 1 603 | 1 550 | 1 539 |

| 1901  | 1906  | 1911  | 1921  | 1926  | 1931  | 1936  | 1946  | 1954  |
| ----- | ----- | ----- | ----- | ----- | ----- | ----- | ----- | ----- |
| 1 516 | 1 475 | 1 347 | 1 142 | 1 194 | 1 165 | 1 167 | 1 121 | 1 083 |

| 1962  | 1968  | 1975  | 1982  | 1990  | 1999  | 2006  | 2011  | 2016  |
| ----- | ----- | ----- | ----- | ----- | ----- | ----- | ----- | ----- |
| 1 030 | 1 048 | 1 079 | 1 189 | 1 214 | 1 309 | 1 507 | 1 677 | 1 830 |

| 2021  | 2022  | - | - | - | - | - | - | - |
| ----- | ----- | - | - | - | - | - | - | - |
| 1 893 | 1 884 | - | - | - | - | - | - | - |

### Manifestations culturelles et festivités

#### Activité, label et manifestations

##### Environnement
La commune est un village fleuri (trois fleurs) au concours des villes et villages fleuris.

### Sports
Martigné-sur-Mayenne est animé par plusieurs associations sportives dont l'Association sportive Martigné qui fait évoluer trois équipes de football en divisions de district, le Basket Club de Martigné, la gymnastique, le tennis de table, Martigné Running, le Tennis Club… En tout, onze disciplines sont proposées.

## Économie
L'usine fromagère Vaubernier (SA Vaubernier fromagerie du Bois Belleray) est réputée dans l'Ouest de la France pour ses fromages de lait de vache, sous la marque  « Bons Mayennais ».

## Culture locale et patrimoine

### Lieux et monuments

#### Églises et chapelles
- Église paroissiale Saint-Georges, d'origine romane.
- Chapelle Saint-Léger[39].

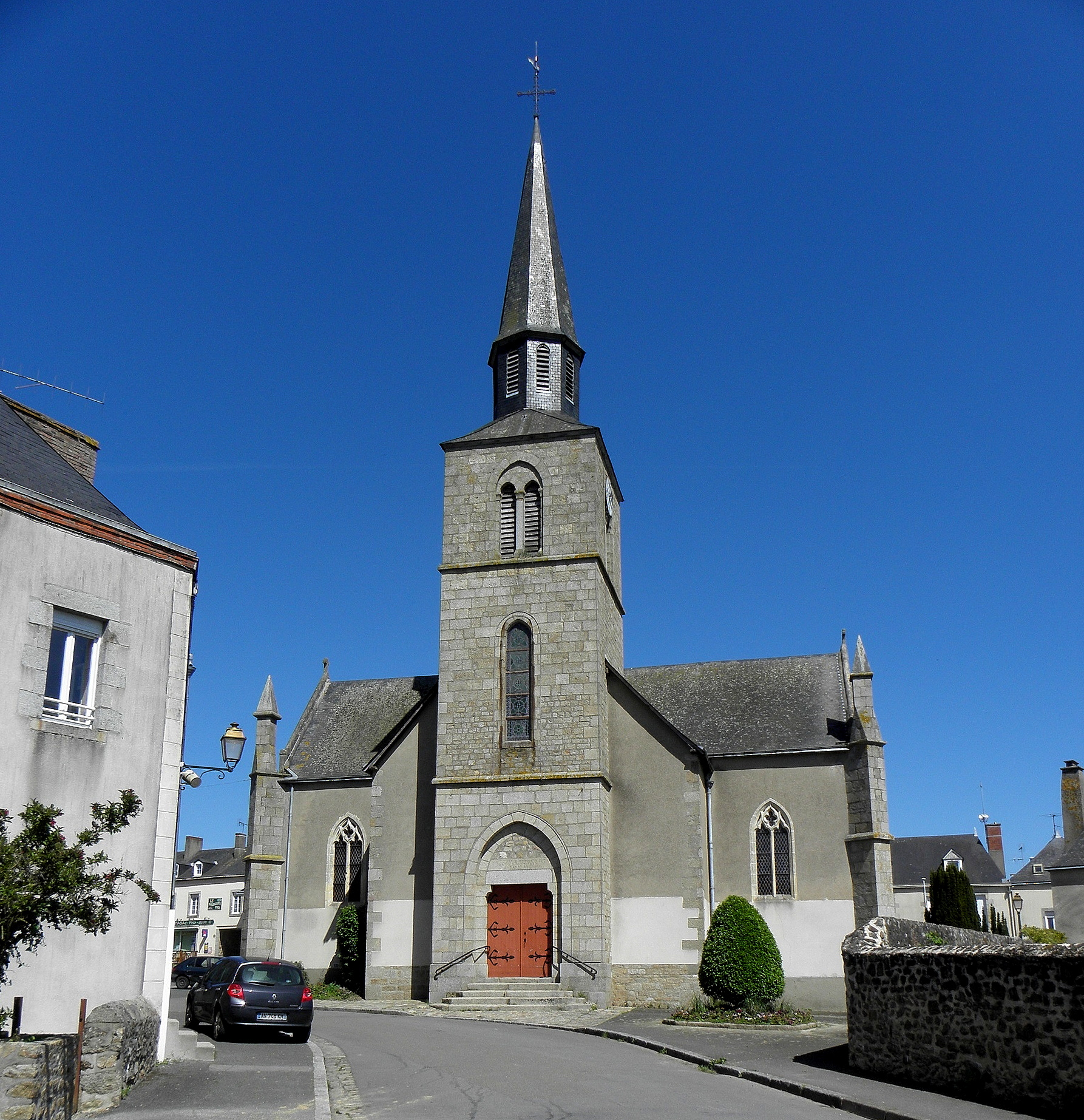
Façade occidentale de l'église Saint-Georges.

#### Châteaux et manoirs
- Ancien château de la Motte d'Aron.
- Château de l'Aune Montgenard (XVIIe siècle).
- Château de la Motte-Husson (XIXe siècle).
- Château de Mythème (XIXe siècle).
- Manoir des Essarts (XIIIe siècle).

#### Lieux remarquables
- Cours de la rivière la Mayenne avec son halage et les quatre écluses situées sur le territoire de Martigné : Boussard, Corçu, le Bas-Hambers et les Communes. Cette dernière, à proximité de Montgiroux, est construite sur un canal latéral à la Mayenne, long de deux cents mètres environ.

### Personnalités liées à la commune
- Alphonse Derenne, éditeur, imprimeur et libraire, y est né en 1836.
- Étienne Louis Vital, (1736-1818) général français de la Révolution et de l’Empire.